# Bahnradsport-Weltmeisterschaften 1900

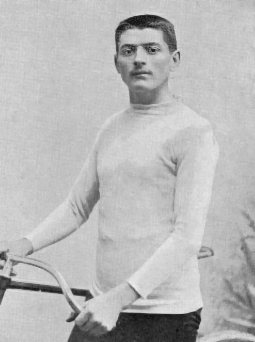
Constant Huret wurde Weltmeister der Profi-Steher

Die Bahnradsport-Weltmeisterschaften 1900 fanden vom 12. bis 18. August 1900 in Paris auf der Radrennbahn Parc des Princes statt. 70 Fahrer aus 16 Nationen nahmen teil. Durchschnittlich 10.000 Zuschauer besuchten die Rennen. Es waren die ersten Weltmeisterschaften unter der Ägide der UCI, die am 14. April desselben Jahres, ebenfalls in Paris, gegründet worden war.
Neben den bisher üblichen vier Rennen für Sprinter und Steher (Amateure und Profis) wurde eine offizielle Weltmeisterschaft für Zweisitzer ausgetragen.

## Resultate

### Berufsfahrer

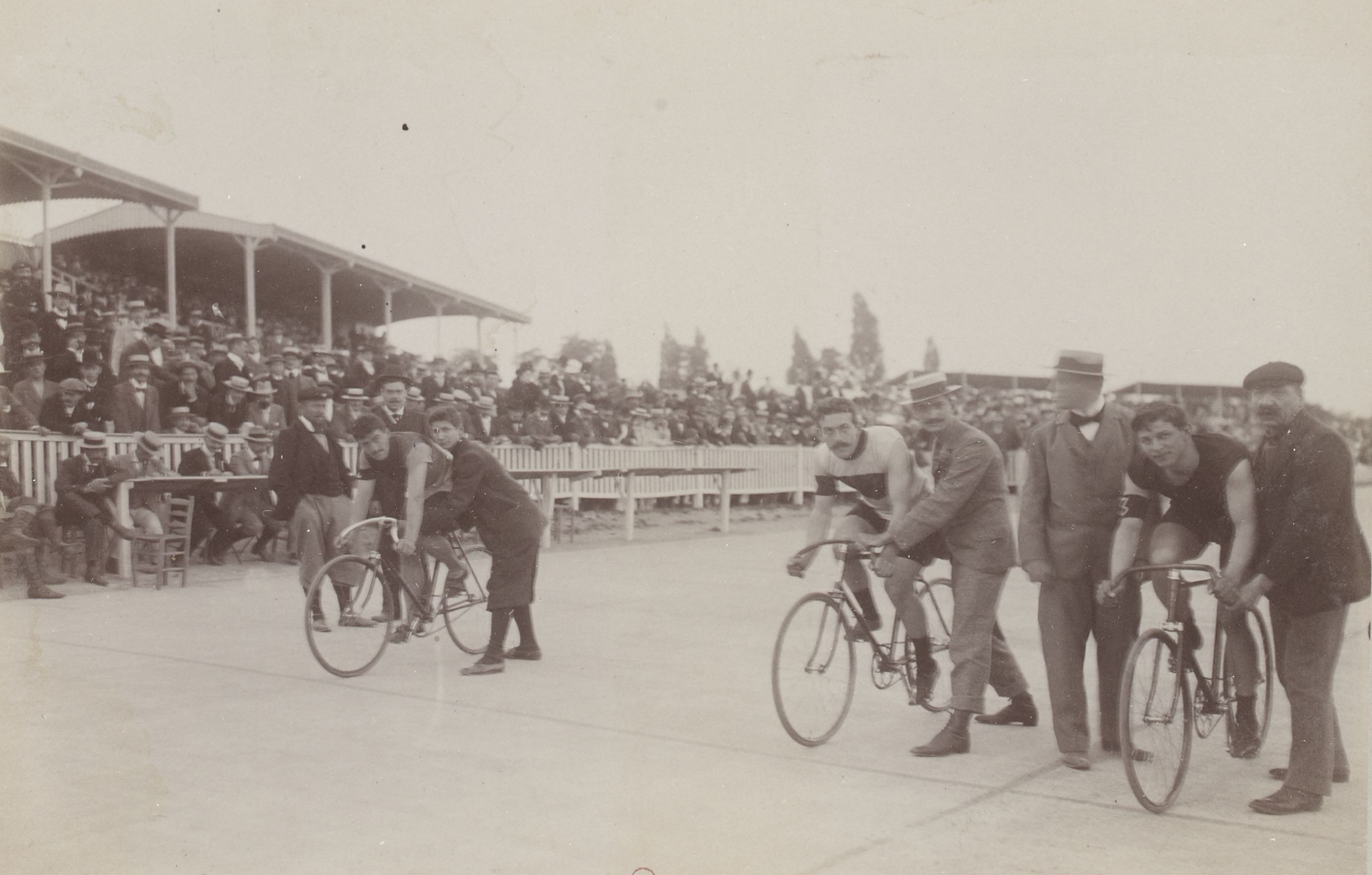
Start zum Sprintfinale (v. l. n. r.): Edmond Jacquelin, Harrie Meyer, Walter Rütt

| Disziplin     | Platz | Land                            | Athlet                                  |
| ------------- | ----- | ------------------------------- | --------------------------------------- |
| Fliegerrennen | 1     | Frankreich                      | Edmond Jacquelin                        |
| über 1 Meile  | 2     | Niederlande                     | Harrie Meyers                           |
|               | 3     | Deutsches Reich                 | Willy Arend                             |
| Steherrennen  | 1     | Frankreich                      | Constant Huret                          |
| über 100 km   | 2     | Frankreich                      | Edouard Taylor                          |
|               | 3     | Frankreich                      | Émile Bouhours                          |
| Zweisitzer    | 1     | Niederlande/ Königreich Italien | Harrie Meyers/Gian Ferdinando Tomaselli |
| (2000 m)      | 2     | Frankreich                      | Edmond Jacquelin/Lucien Louvet          |
|               | 3     | Vereinigte Staaten/ Frankreich  | Charles Vanoni/Robert Protin            |

### Amateure
| Disziplin                  | Platz | Land               | Athlet                |
| -------------------------- | ----- | ------------------ | --------------------- |
| Fliegerrennen über 1 Meile | 1     | Belgien            | Alphonse Didier-Nauts |
|                            | 2     | Vereinigte Staaten | John Henry Lake       |
|                            | 3     | Frankreich         | Ferdinand Vasserot    |
| Steherrennen über 100 km   | 1     | Frankreich         | Louis Bastien         |
|                            | 2     | Norwegen           | Wilhelm Henie         |
|                            | 3     | Frankreich         | Lloyd Hildebrand      |

Der Drittplatzierte Lloyd Hildebrand war britischer Abstammung, lebte aber in Frankreich und trat für Frankreich an. Zeitgenössische Presseberichte jener Zeit nennen ihn einhellig als Franzosen. Da Großbritannien seinerzeit nicht der neu gegründeten UCI beigetreten war, konnte er für dieses Land auch gar nicht bei Weltmeisterschaften antreten. Er gewann allerdings 1900 eine Silbermedaille im ebenfalls in Paris ausgetragenen olympischen 25-km-Rennen, die seitens des IOC retroaktiv Großbritannien zugerechnet wird.